# Кусково-лінійна функція

Кусково-лінійна функція

Функція (синя) і її кусково-лінійна апроксимація (червона).

Кусково-лінійна функція у двох вимірах (вгорі) й опуклі багатогранники, на яких вона лінійна (внизу).

Кусково-лінійна функція — функція, визначена на множині дійсних чисел, лінійна на кожному з інтервалів, що становлять область визначення.

## Формальне визначення й задавання
Нехай задані {\displaystyle x_{1}<x_{2}<\ldots <x_{n}} — точки зміни формул.
Як і всі кусково-задані функції, кусково-лінійну функцію зазвичай задають на кожному з інтервалів {\displaystyle (-\infty ;x_{1}),(x_{1};x_{2});\ldots (x_{n};+\infty )} окремою формулою. Записують це у вигляді:
{\displaystyle f(x)={\begin{cases}k_{0}x+b_{0},\quad x<x_{1}\\k_{1}x+b_{1},\quad x_{1}<x<x_{2}\\\cdots \\k_{n}x+b_{n},\quad x_{n}<x\end{cases}}}
Якщо до того ж виконані умови узгодження
{\displaystyle a_{i-1}x_{i}+b_{i-1}=a_{i}x_{i}+b_{i}=f(x_{i})} при {\displaystyle i=1,2,\ldots ,n},
то кусково-лінійна функція буде неперервною. Неперервна кусково-лінійна функція називається також лінійним сплайном.

## Альтернативне задавання
Можна довести, що будь-яку неперервну кусково-лінійну функцію можна задати деякою формулою виду
{\displaystyle f(x)=ax+b+c_{1}|x-x_{1}|+c_{2}|x-x_{2}|+\ldots +c_{n}|x-x_{n}|}.
При цьому всі коефіцієнти, крім b, можна виразити через кутові коефіцієнти нахилу прямих на окремих інтервалах:
{\displaystyle c_{i}={\frac {k_{i}-k_{i-1}}{2}}}, при {\displaystyle i=1,2,\ldots ,n}
{\displaystyle a={\frac {k_{0}+k_{n}}{2}}}

## Властивості
- Будь-яку неперервну функцію можна апроксимувати як завгодно близько кусково-лінійною функцією (у безперервній метриці).